# 방송 마크업 언어
방송 마크업 언어(Broadcast Markup Language, BML)는 디지털 텔레비전 방송을 위한 데이터 방송 사양의 하나로서 일본의 전파산업회가 개발한 XML 기반 표준이다. 원세그 TV 화면에 텍스트를 표시할 수 있게 하는 데이터 전송 서비스이다.
텍스트에는 뉴스, 스포츠, 기상 예보, 긴급 경고(예: 지진 조기 경보) 등을 포함하며 비용은 무료이다. 1999년 완성되었으며 디지털 방송을 위한 ARIB STD-B24 데이터 코딩 및 전송 사양이 되었다.
STD-B24 사양은 XHTML 1.0 strict의 초기 초안에서 비롯되었으며 추가 확장, 변경되었다. ECMA스크립트 외에도 CSS 1, 2의 일부 서브셋도 지원한다.
BML 헤더의 예:
```
<
?
xml
 
version=
"1.0"
 
encoding=
"EUC-JP"
 
?
>

<!DOCTYPE
 
bml
 
PUBLIC
 
"+//ARIB STD-B24:1999//DTD BML Document//JA"
 
"bml_1_0.dtd"
>

<
?
bml
 
bml-version=
"1.0"
 
?
>

```

1999년 버전 1.0 이후로 BML 표준은 여러 개정이 있었으며 2007년 기준으로 버전 5.0이 최신이다. 그러나 오리지널 1.0 사양만을 지원하는 수신기를 설치하여 사용하는 사용자가 많기 때문에 방송 시설들은 차기 개정판에 정의된 새로운 기능의 도입이 불가능한 상황이다.

## 같이 보기
- ISDB
- 원세그

## 참고 문헌
- Ho, Yo-Sung; Kim, Hyoung Joong (2005년 10월 31일). 《Advances in Multimedia Information Processing - PCM 2005: 6th Pacific Rim Conference on Multimedia, Jeju Island, Korea, November 11–13, 2005, Proceedings》. Springer. 226쪽. ISBN 978-3-540-30027-4.
- Noergaard, Tammy (2012년 12월 31일). 《Embedded Systems Architecture: A Comprehensive Guide for Engineers and Programmers》. Newnes. 67쪽. ISBN 978-0-12-382197-3.
- Cesar, Pablo; Chorianopoulos, Konstantinos (2009년 8월 1일). 《The Evolution of TV Systems, Content, and Users Towards Interactivity》. Now Publishers Inc. 34쪽. ISBN 978-1-60198-256-8.
- Morris, Steven; Smith-Chaigneau, Anthony (2005년 4월 21일). 《Interactive TV Standards: A Guide to MHP, OCAP, and JavaTV》. Taylor & Francis. 34쪽. ISBN 978-1-136-03569-2.
- Srivastava, Hari Om (January 2002). 《Interactive TV Technology and Markets》. Artech House. 170쪽. ISBN 978-1-58053-321-8.
- Broadcast Markup Language (BML) at OASIS